# 大阪市立御幸森小学校
大阪市立御幸森小学校（おおさかしりつ みゆきもり しょうがっこう）は、大阪府大阪市生野区にあった公立小学校。

## 概要
1924年に開校した。2010年代になると地域の児童数減少に伴って生野区西部全体での学校再編構想が持ち上がり、2021年3月に大阪市立中川小学校と統合する形で閉校した。統合先の後身校は、中川小学校の敷地を継承して設置された大阪市立大池小学校となっている。
生野コリアタウンを校区に含み、在日韓国・朝鮮人をはじめとした朝鮮半島にルーツを持つ児童が3分の2を占めていた。

## 沿革
1924年に東成郡鶴橋第一尋常小学校（現在の大阪市立鶴橋小学校）および東成郡鶴橋第二尋常小学校（現在の大阪市立北鶴橋小学校）の校区を再編する形で、東成郡鶴橋第四尋常小学校として当時の東成郡鶴橋町大字猪飼野に開校した。翌1925年に鶴橋町が大阪市に編入されたことに伴い、大阪市鶴橋第四尋常小学校へと改称している。
1941年には国民学校令の施行により、大阪市御幸森国民学校に改称した。大阪市では国民学校への改編の際、従来「地域名＋創立順の番号」で校名をつけていた地域・学校についてはそれを廃止し、地名などを取り入れた校名へと一斉に改称することにした。これに伴い御幸森の校名が採用されている。
太平洋戦争の戦局悪化により、1944年以降学童集団疎開が実施されることになった。生野区の学校では奈良県が疎開先に割り当てられ、御幸森国民学校は奈良市・猿沢池近くの宿舎7ヶ所に疎開することになった。3・4年生は奈良市鼓阪国民学校（現在の奈良市立鼓阪小学校）、5・6年生は奈良市飛鳥国民学校（現在の奈良市立飛鳥小学校）で学習した。
1945年2月には疎開先の宿舎が火災に遭い、4年生の男子児童2人が死亡している。同年1月、徳島県に疎開していた大阪市南恩加島国民学校（大正区。現在の大阪市立南恩加島小学校）で、疎開先の宿舎の火災で児童16人が死亡したことから、大阪市が各学校に注意を呼びかけていた矢先の火災だった。
また1945年6月15日の第四次大阪大空襲により、校舎を全焼する被害を受けている。1947年の学制改革により、大阪市立御幸森小学校に改称した。
2016年には生野区役所が「生野区西部地域学校再編整備計画」を打ち出した。生野区のうち区西部地域において、小規模校化している地域の小学校と中学校を再編して、各小学校と中学校を「一小一中」で対応させる形で小中連携教育を実施する構想を策定した。このことに伴い、中学校区単位での学校再編が持ち上がった。
御幸森小学校については、進学先の大阪市立大池中学校校区内の各小学校との再編が持ち上がった、2021年には、御幸森・中川の両小学校を統合する形で、従来の中川小学校敷地に大阪市立大池小学校を開設した。これに伴い御幸森小学校は2021年3月31日付で閉校となっている。

### 年表
- 1924年 - 東成郡鶴橋第四尋常小学校として開校。
- 1925年4月1日 - 鶴橋町が大阪市に編入されたことに伴い、大阪市鶴橋第四尋常高等小学校に改称。
- 1941年 - 国民学校令により、大阪市御幸森国民学校に改称。
- 1944年 - 奈良県奈良市へ集団疎開。
- 1945年2月 - 疎開先の宿舎火災、4年生の男子児童2人が死亡。
- 1945年6月15日 - 大阪大空襲により校舎全焼。
- 1947年4月1日 - 学制改革により、大阪市立御幸森小学校に改称。
- 1989年 - 外国籍児童を対象にした民族学級を開設。
- 2021年 - 中川小学校との統合に伴い閉校[1]。

## 跡地活用計画
学校跡地については、校舎・校地を残した上で、防災や地域コミュニティの拠点となる形での地域の街づくりの核として活用することとなった。生野区役所は2021年12月、跡地の活用計画案をまとめ、公表した。準備期間を経て、2022年10月には、多文化共生・社会教育・障がい者支援・開業支援・子育て支援・防災拠点など多分野の地域活動の拠点施設「いくのコーライブズパーク」がオープンすることになった。「いくのコーライブズパーク」はプレオープンを経て、2023年5月3日にグランドオープンした。

## 通学区域
- 大阪市生野区 鶴橋4丁目、鶴橋5丁目（一部）、桃谷4丁目-5丁目、勝山北4丁目（一部）、勝山北5丁目。
勝山北4丁目の一部と勝山北5丁目の一部については、大阪市立舎利寺小学校との調整区域になっていた。
- 卒業生は大阪市立大池中学校に進学していた。

## 交通
- 大阪環状線 桃谷駅 東へ約1.2km。
- 大阪環状線、近鉄大阪線・奈良線、地下鉄千日前線 鶴橋駅 南東へ約1.5km。
- 大阪シティバス 中川2丁目バス停。

## 出身者
- 秋山成勲 -（総合格闘家）